# Паладьев, Евгений Иванович
Евгений Иванович Паладьев (12 мая 1948, Усть-Каменогорск — 9 января 2010, Москва) — советский хоккеист, защитник. Заслуженный мастер спорта СССР (1969).

## Биография
Выступал за усть-каменогорское «Торпедо» (1964—1968), московский «Спартак» (1968—1975), СКА МВО (Липецк) (1975—1976). В чемпионатах СССР — 212 матчей, 25 голов. Участник Суперсерии-72 (5 игр).
Сын — Александр Паладьев. Внучка — Дарья Паладьева.
Скончался утром 9 января 2010 года после продолжительной болезни. Похоронен на 8-м участке Новолужинского кладбища в Химках Московской области.
В Казахстане с 2007 года проводится турнир детских хоккейных команд имени Евгения Паладьева.

## Достижения
- Чемпион мира и Европы 1969, 1970, 1973.
- Чемпион СССР 1969.
- Серебряный призёр чемпионата СССР 1968, 1970.
- Бронзовый призёр чемпионата СССР 1972.
- Обладатель Кубка СССР 1970, 1971.

## Награды
- Медаль «За трудовую доблесть» (30.05.1969)